# Alexandre Tchekhov
Alexandre Pavlovitch Tchekhov (russe : Алекса́ндр Па́влович Че́хов, 22 août 1855 – 29 mai 1913), est un romancier russe, nouvelliste, essayiste et mémorialiste. Il est le frère aîné d'Anton Tchekhov et le père de l'acteur et théoricien progressiste Mikhaïl Tchekhov.

## Biographie
Tchekhov naît le 22 août 1855, à  Taganrog, au sud de la Russie. Son père Pavel Iegorovitch Tchekhov (1825-1898) tient une épicerie et sa mère, née Evguenia Iakolevna Morozova (1835-1919), est fille de commerçants, négociants en draps de la région de Morchansk. Alexander est l'aîné d'une fratrie de six enfants, dont cinq garçons : Nikolaï (1858-1889), Anton (1860-1904), Ivan (1861-1921), Mikhaïl (1865-1936), Maria (1863-1957) et Evguenia (1869-1871).
Il étudie au gymnase de Taganrog, obtenant son diplôme en 1875 avec une médaille d'argent. Il est ensuite diplômé du Département des sciences naturelles de la Faculté de physique et de mathématiques de l'Université d'État de Moscou. Il parle six langues.
Au cours de ses années d'études, ses œuvres sont publiées dans des magazines de bandes dessinées tels que The Spectator et The Alarm Clock, contribuant largement à la familiarisation de son jeune frère Anton avec le monde du journalisme métropolitain.
À la sortie de l'école, il travaille dans le service des douanes à Taganrog (1882–1885), Saint-Pétersbourg (1885) et Novorossiïsk (1885–1886). Il est démis de ses fonctions à Taganrog à la suite d'un scandale sur les abus des douaniers locaux qu'il a publié dans le journal Odessa. Grâce à son frère Anton, il obtient un emploi au journal Novoye Vremya en 1886.
Il écrit sous de nombreux pseudonymes dont Agafopod, Agafopod Edinitsin, Aloe et, plus tard, A. Gray. Selon Anton Tchekhov, Alexandre est le plus intelligent mais son alcoolisme le rend incapable de produire l'œuvre qui le ferait reconnaître.
Tchekhov épouse A.I. Khrushcheva-Sokolnikova en 1881. Ils ont deux fils : Anton et Nikolaï. Il devient veuf en 1888 et l'année suivante épouse la gouvernante de ses enfants, Natalya Golden. De ce mariage naît un fils, l'acteur Michael Chekhov.
Il meurt d'un cancer de la gorge en 1913. Il est enterré dans la section littéraire du cimetière Volkovo à Saint-Pétersbourg.

## Œuvres
Extrait de ses publications sous divers pseudonymes :
- A.P. Sedoy. À la recherche de chaleur et de soleil. 1913;
- A. Sedoy. Depuis l'enfance de A.P. Chekhov. 1912;
- A. Gray. Visite des grands-parents. 1912;
- A. Sedoy. C'est bon de vivre dans le monde ! L'histoire. 1904;
- A. Gray. Diamants princiers [et autres histoires]. 1904;
- A. Gray. Des histoires de Noël. 1895;
- A. Gray. Oiseaux sans abri [et autres histoires]. 1895;
- Alexander Chekhov. Esquisse historique de la lutte contre les incendies en Russie. 1892[3].